# De Noorderlingen
De Noorderlingen é um filme de drama neerlandês de 1992 dirigido e escrito por Alex van Warmerdam. Foi selecionado como representante dos Países Baixos à edição do Oscar 1993, organizada pela Academia de Artes e Ciências Cinematográficas.

## Elenco
- Jack Wouterse - Jacob
- Annet Malherbe - Martha
- Rudolf Lucieer - Anton
- Loes Wouterson - Elisabeth
- Leonard Lucieer - Thomas
- Alex van Warmerdam - Simon
- Veerle Dobbelaere - Agnes
- Dary Some - Negro
- Jacques Commandeur